# برکشایر پارتنرز
برکشایر پارتنرز (انگلیسی: Berkshire Partners) شرکت سرمایه‌گذاری آمریکایی است، که در سال ۱۹۸۴ تأسیس شد.